# Un león en el bosque
Un león en el bosque es una serie de televisión por internet dramática argentina original de Flow. Narra la historia de una familia que se traslada a un pueblo costero para que su hijo con autismo pueda crecer en un lugar más sano, sin embargo, el cambio hará que se enfrenten a nuevos desafíos. Está protagonizada por Julieta Cardinali, Federico D'Elía, Lucio Elie y Julián Cerati. La serie se estrenó el 14 de noviembre de 2024.

## Sinopsis
Cuenta la historia de una familia que decide irse de la ciudad para trasladarse a un lugar más tranquilo en la costa argentina para que su hijo de nueve años llamado León, quien fue diagnosticado con autismo, pueda desarrollarse en un ambiente más seguro, sin embargo, este nuevo cambio significará un nuevo desafío para León y su familia.

## Elenco

### Principal
- Julieta Cardinali como Macarena Suárez
- Federico D'Elía como Franco Montero
- Lucio Elie como León Montero
- Julián Cerati como Julián Montero

### Secundario
- Carolina Kopelioff como Leila Salgado
- Guillermo Arengo como Gustavo
- Fabián Arenillas como Pato
- Valentina Bassi como Agustina
- María Leal como Amanda
- Raúl Rizzo como papá de Macarena

### Participaciones
- Juan Campesi como Kevin
- Silvia Kauderer como Aida
- Carolina Aragón como Carolina
- Fernando Ritucci como Cáceres
- Franco Bandi como Pedro
- Valentina Cerati como mamá de Pedro

## Episodios
| N.º | Título       | Dirigido por                  | Escrito por                   | Fecha de lanzamiento original |
| --- | ------------ | ----------------------------- | ----------------------------- | ----------------------------- |
| 1   | «Episodio 1» | Mariano Hueter y Pedro Levati | Mariano Hueter y Rodo Servino | 14 de noviembre de 2024       |
| 2   | «Episodio 2» | Mariano Hueter y Pedro Levati | Mariano Hueter y Rodo Servino | 14 de noviembre de 2024       |
| 3   | «Episodio 3» | Mariano Hueter y Pedro Levati | Mariano Hueter y Rodo Servino | 14 de noviembre de 2024       |
| 4   | «Episodio 4» | Mariano Hueter y Pedro Levati | Mariano Hueter y Rodo Servino | 14 de noviembre de 2024       |
| 5   | «Episodio 5» | Mariano Hueter y Pedro Levati | Mariano Hueter y Rodo Servino | 14 de noviembre de 2024       |
| 6   | «Episodio 6» | Mariano Hueter y Pedro Levati | Mariano Hueter y Rodo Servino | 14 de noviembre de 2024       |
| 7   | «Episodio 7» | Mariano Hueter y Pedro Levati | Mariano Hueter y Rodo Servino | 14 de noviembre de 2024       |
| 8   | «Episodio 8» | Mariano Hueter y Pedro Levati | Mariano Hueter y Rodo Servino | 14 de noviembre de 2024       |

## Producción
En abril de 2024, se confirmó que Flow dio luz verde a Kuarzo Entertainment Argentina e Idealismo Contenidos para iniciar la producción de una serie titulada Un león en el bosque. Además, se confirmó que la serie sería codirigida por Mariano Hueter y Pedro Levati, y que la trama se enfocaría en la vida de un niño con autismo. La música fue escrita por los compositores Martín Della Nina y Lucas Engel, de Cariló Studios, con una fuerte inspiración folk.
En junio de 2024, se reveló que el elenco principal estaba compuesto por Julieta Cardinali, Federico D'Elía, Carolina Kopelioff y Julián Cerati, mientras que Lucio Elie fue elegido, entre más de cien niños postulantes, para protagonizar la serie y personificar a León. La fotografía principal inició ese mismo mes en Pinamar.

## Recepción

### Comentarios de la crítica
Luego de su estreno, la serie recibió críticas positivas por parte de la prensa. Franco Pignol de La Nueva Provincia señaló que «Un león en el bosque es más que una serie: es un viaje profundo, contado desde una verdad que atraviesa» y elogió las actuaciones de Cardinali y D'Elía, asegurando que la primera ofrece una actuación que «la eleva a otro plano del que estábamos acostumbrados: aplomada, segura en rol de madre de León», mientras que el segundo «vuelve a ser garantía» y «junto a Cardinali generan un nivel de tensión permanente, de estrés, de incertidumbre ante lo inevitable».
En una reseña para Infobae, María Eugenia Capelo escribió «cada uno de los actores, desde Cardinali hasta el joven Lucio Elie, quien da vida a León, aporta una actuación que resulta creíble y profundamente emotiva, retratando las complejidades que conlleva cada experiencia en la vida de un niño autista y de su familia».